# Cotu Ciorii, Buzău
Cotu Ciorii este un sat în comuna C.A. Rosetti din județul Buzău, Muntenia, România. Se află în partea de sud-est a județului din zona de câmpie.